# Stipa meridionalis
Stipa meridionalis là một loài thực vật có hoa trong họ Hòa thảo. Loài này được F.M.Vazquez & Devesa miêu tả khoa học đầu tiên năm 1997.